# Opera della Divina Provvidenza Madonnina del Grappa
(Motto dell'Opera della Divina Provvidenza Madonnina del Grappa)
L'Opera della Divina Provvidenza Madonnina del Grappa è una istituzione ecclesiale cattolica a carattere caritativo fondata dal presbitero galeatese Giulio Facibeni nel 1923 a Firenze.

## Storia
Durante la prima guerra mondiale, Facibeni venne chiamato al fronte sul Monte Grappa come cappellano militare. In questo ruolo si prodigò per sostenere moralmente i soldati, soprattutto i feriti e i moribondi, senza badare ai rischi che correva, volendo dimostrare che se il sacerdote predica il sacrificio deve anche compierlo. Qui nacque in lui l'idea dell'Opera, ispirata dalla statua della Madonnina del Grappa.

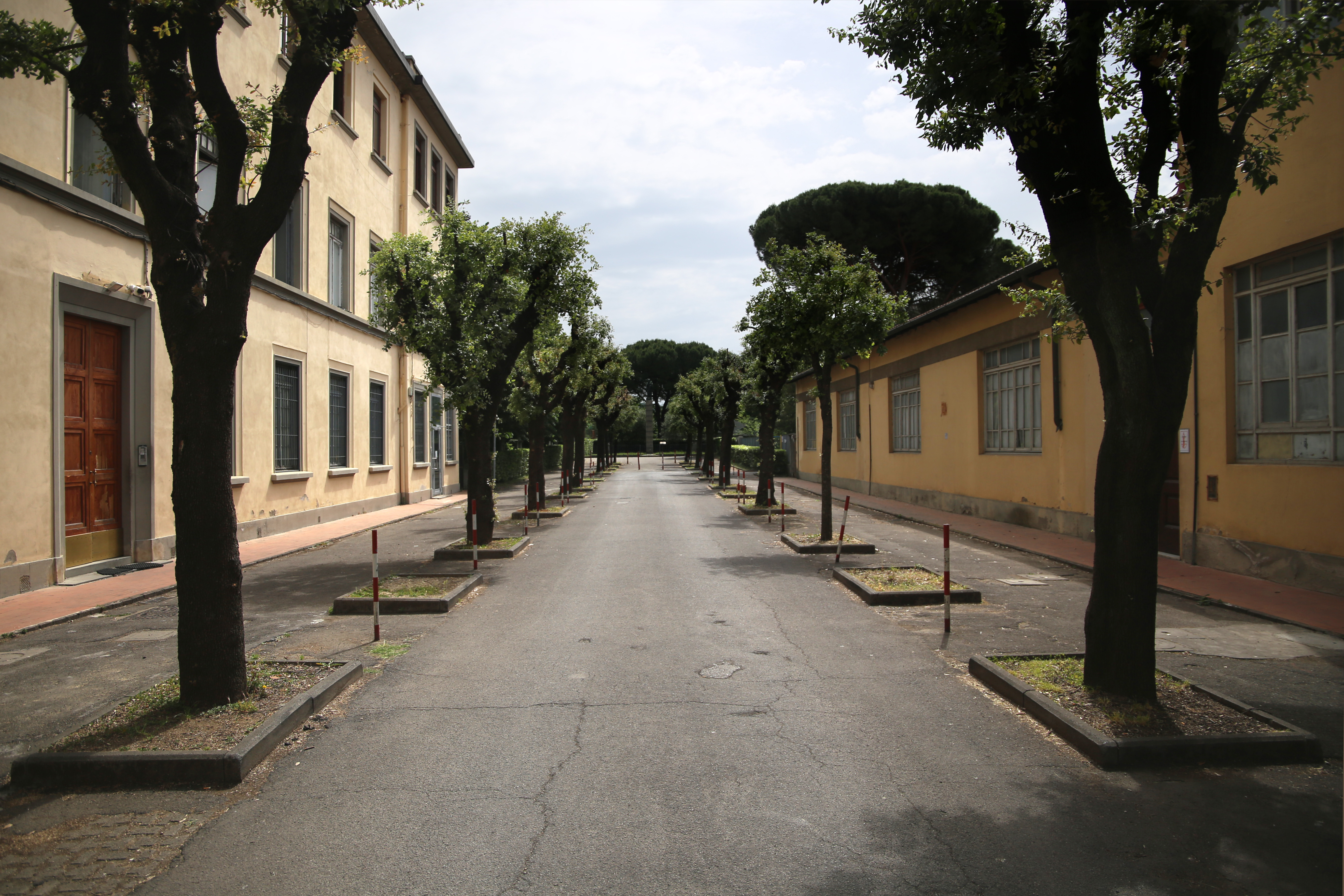
La sede di Firenze

Tornato dunque alla pieve di Rifredi a Firenze, nel 1923, essendo venuto anche a contatto con i molti orfani di guerra, maturò la sua vocazione, e, presente il cardinale Alfonso Maria Mistrangelo, il 21 ottobre 1923 pose la prima pietra dell'Opera, inaugurata ufficialmente il 4 novembre 1924.
A proposito del luogo dove si trova la pieve, lo stesso Facibeni scrisse:
I bambini ospitati nel giorno dell'apertura erano dodici. Dopo quattro anni salirono a cento, poi a trecentocinquanta nel 1939, fino al "record" di 1200 dopo la seconda guerra mondiale. Ebbe inizio anche un'espansione territoriale, con l'apertura di altre case, tra cui quelle di Empoli (Firenze) e di Galeata (Forlì).
Negli anni dell'occupazione tedesca, l'Opera costituisce un rifugio per ricercati e sfollati, subendo più volte perquisizioni dai tedeschi. Di particolare rilievo, l'azione svolta, a Rifredi e nelle altre case gestite dall'Opera, nei confronti degli ebrei perseguitati nell'Olocausto. In una relazione presentata al cardinale Elia Dalla Costa il 19 gennaio 1945, nei mesi successivi alla liberazione di Firenze, don Giulio Facibeni afferma che "dagli ultimi del 1943 fino alla liberazione [l'Opera] ha ricoverato e provveduto al mantenimento di dieci fanciulli, tre donne, tre giovani e due uomini ebrei". Nel 1993, Louis Goldman, uno dei ragazzi ebrei ad aver trovato rifugio a Rifredi, raccontò nel libro Amici per la vita la sua esperienza condivisa con altri due ragazzi ebrei, il fratello Harry Goldman e Willy Hartmayer, offrendo un quadro dettagliato della vita dell'Opera e dall'azione di don Facibeni in quei mesi cruciali.
Nel dopoguerra importanti riconoscimenti all'Opera vennero sia dalle istituzioni che dalla Chiesa cattolica:
- nel 1951 Giorgio La Pira, appena eletto sindaco di Firenze, conferì al Padre il titolo di Cittadino Benemerito di Firenze.
- il rettore dell'Università di Firenze Lorenzo Gai conferì una medaglia d'oro per meriti educativi.
- il Presidente della Repubblica Giovanni Gronchi venne in visita all'Opera nel 1955.
- papa Pio XII ricevette don Facibeni in udienza nel 1949.

Il processo di beatificazione del fondatore don Giulio Facibeni fu aperto il 10 agosto 1989. La fase diocesana si concluse con la presentazione di tutto il materiale alla Congregazione dei Santi a Roma. Papa Francesco lo dichiarò venerabile l'11 dicembre 2019. È in corso la ricerca di materiale per documentare un miracolo riconducibile al Padre Facibeni.

## Oggi

### Parrocchie affidate all'Opera
Sono attualmente due le parrocchie affidate all'Opera Madonnina del Grappa:
- quella di Sant'Antonio da Padova al Romito (Firenze)

### Sacerdoti dell'Opera

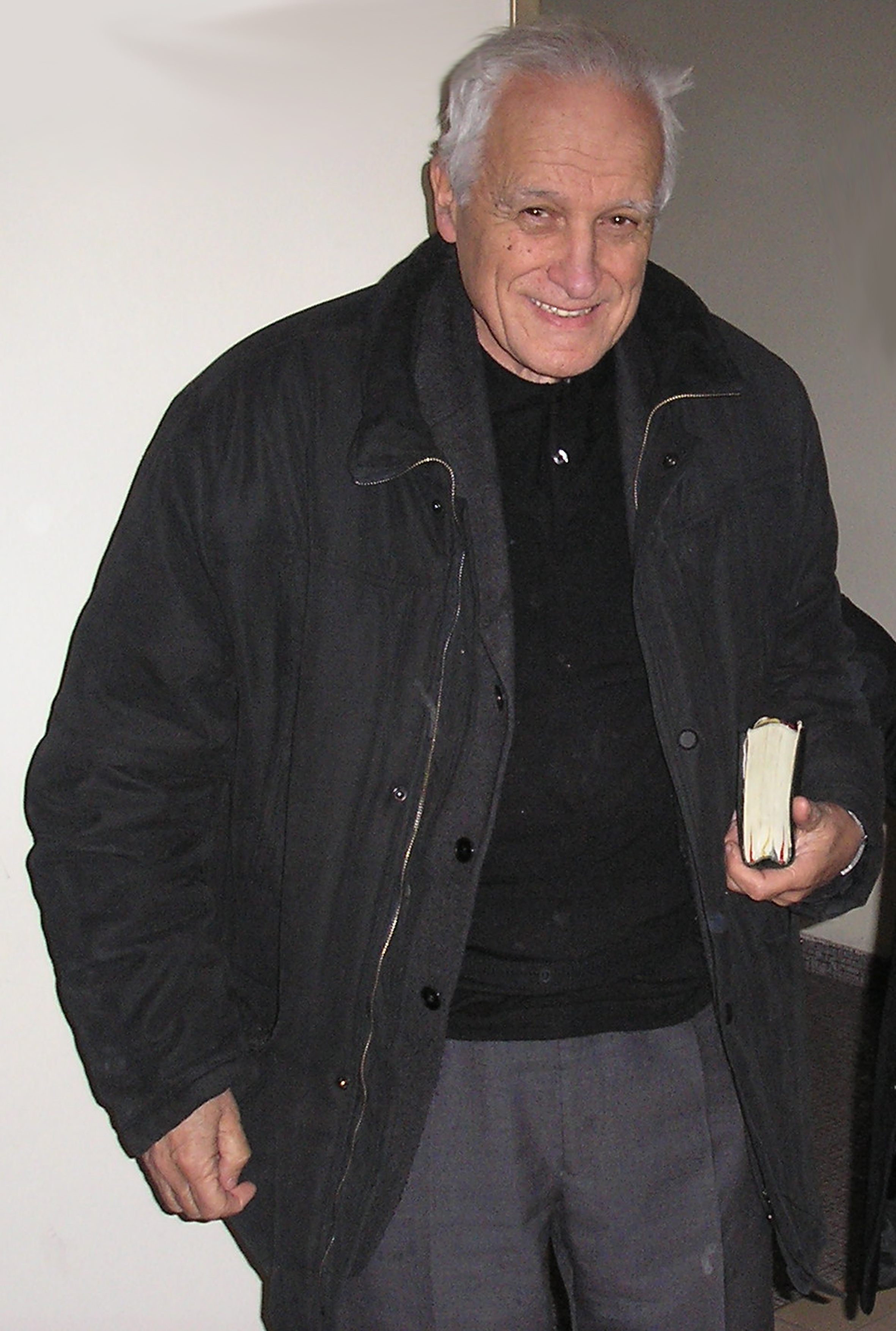
Don Corso Guicciardini

Don Giulio Facibeni designò nel testamento come suo successore don Corso Guicciardini, che fu superiore e presidente dell'Opera fino alla data della sua morte, avvenuta il 5 novembre 2020. Parroco per dodici anni di San Giovanni Evangelista a Empoli, dal 24 settembre 2006 lasciò l'incarico per tornare a Rifredi e dedicarsi interamente all'Opera.
Gli altri sacerdoti dell'Opera sono:
- Piero Paciscopi (deceduto)
- Carlo Zaccaro (deceduto)
- Celso Quercioli (deceduto)
- Felicino Turchi (deceduto 20/10/2018)
- Riccardo Moretti
- Daniele Rialti
- Giovanni Martini
- Paolo Aglietti
- Francesco Carensi
- Vincenzo Russo

### La missione
L'Opera ha varie attività, fra cui:
- Case famiglia: ospitano un centinaio di ragazzi in difficoltà; sono quattro, ognuna destinata ad una diversa fascia d'età.
- Case di accoglienza: alcune di esse accolgono studenti universitari sia italiani che extracomunitari che s'impegnano a collaborare in altri servizi; altre sono destinate a lavoratori in difficoltà, ex detenuti, adulti con disagi, ragazze madri o a rischio, famiglie straniere senza casa.
- Casa di riposo.
- Mense per i poveri: la più importante si trova in Piazza della Santissima Annunziata a Firenze, di fronte allo Spedale degli Innocenti.
- Case per vacanze e soggiorno degli anziani del quartiere: sono tre, a Quercianella (LI), a Gavinana (PT) e a Mammiano (PT).
- Centro di ascolto.
- Scuola Formazione e Lavoro: corsi professionali gratuiti.
- Centro educativo Credidimus Charitati: associazione indipendente, ispirata ai valori dell'Opera, voluta da don Guicciardini e dai ragazzi della sua parrocchia (a Empoli), da cui è gestita; accoglie una decina di bambini tra i 6 e i 14 anni che si trovano in situazioni di disagio, aiutandoli nei compiti scolastici e svolgendo attività ricreative.
- Centro sportivo ricreativo "Rifredi 2000": luogo di incontro per molti giovani del quartiere.
- Centro di formazione giovanile: si occupa della formazione spirituale dei giovani; ospita anche una scuola di ceramica; si trova nella Villa Guicciardini di Montughi a Firenze, già proprietà di don Corso Guicciardini Corsi Salviati e da lui sempre destinata alle attività dell'Opera.[7]
- Cooperative sociali: ispirate e sostenute dall'Opera, accolgono persone in difficoltà.
- Missione in Brasile: Centro Socio-Educativo-Sanitario a Guadalajara, periferia di Fortaleza, attualmente gestito da padre Angelo Stefanini, dopo la morte di don Alfredo Nesi.
- Missione in Albania: a Scutari, svolge varie attività.
- Fondazione Casa G. Mazzeri: onlus indipendente che si occupa di elargire borse di studio agli studenti dell'Opera e ad altri che ne hanno bisogno; fondata per volontà di Emma Massetani, che dopo la morte di suo figlio Gabriele Mazzeri, studente universitario, ha desiderato aiutare economicamente studenti che ne avessero bisogno; i proventi vengono dall'affitto di case donate dalla signora stessa all'Opera.
- Unione Figli dell'Opera: l'associazione di tutti quelli che sono stati accolti dall'Opera.

L'Opera pubblica un notiziario autogestito intitolato "il Focolare".

### La missione dell'Opera nelle parole di Corso Guicciardini
Sono passati 80 anni dalla sua fondazione, sono cambiati i tempi, eppure ricalcando le stesse opere del padre, ispirandosi al suo carisma, si incarna nelle realtà odierne di miseria e di sofferenza di tanti minori a rischio o in difficoltà, come pure si fa presente nelle nuove povertà che sono gli extracomunitari, gli anziani soli, i poveri, gli emarginati, per alleviare le loro sofferenze, per aiutarli nei loro problemi e soprattutto per aprire i loro cuori alla speranza nella vita perché Dio è un Padre che ama e provvede ai suoi figli.
L'Opera sta scoprendo e sta mettendo sempre più a fuoco la missionarietà. Non vogliamo sostituirci ai servizi sociali, ben più organizzati di noi, e neppure abbiamo la presunzione di risolvere i problemi di tutti.
Ciò che operiamo nasce da una fede incrollabile nella paternità e nella Provvidenza di Dio. Ci facciamo samaritani nella storia di oggi chinandoci sulle sofferenze dei minori e di tanti poveri portandovi, oltre che l'aiuto, l'olio della consolazione e della speranza. È così che intendiamo evangelizzare, attraverso la carità.
La nostra missione consiste nel camminare insieme: sacerdoti e laici, consacrati, associati e volontari, tutti legati nello spirito dell'Opera, assumendo in solido le responsabilità e cercando di andare nel cuore dell'uomo.»
(Corso Guicciardini)

## Il motto
Il motto dell'Opera, scelto da Facibeni, è Et nos credidimus caritati, "abbiamo creduto all'amore" (1Gv 4,16).
(Giulio Facibeni)